# Scipione Di Blasio
Scipione Di Blasio (Casacalenda, 26 ottobre 1834 – Napoli, 11 gennaio 1901) è stato un politico italiano.

## Biografia
Fu Deputato del Regno d'Italia ininterrottamente dal 1865 al 1895 per dieci legislature. Venne nominato Senatore del Regno d'Italia nel 1896.
Dal 17 marzo 1889 al 6 febbraio 1891 fu Sottosegretario di Stato al Ministero dei lavori pubblici nel Governo Crispi II.